# Kepuhkajang
Kepuhkajang is een bestuurslaag in het regentschap Jombang van de provincie Oost-Java, Indonesië. Kepuhkajang telt 4269 inwoners (volkstelling 2010).